# سقط جنین در ایالت‌های آمریکا
سقط جنین در ایالات متحده، در همه ایالت‌ها به جز آلاباما قانونی است. به‌طور خاص، سقط جنین در همه ایالت‌های ایالات متحده قانونی است و هر ایالت حداقل یک کلینیک سقط جنین دارد. با این حال، ایالت‌ها به صورت انفرادی می‌توانند استفاده از سقط جنین را در سه‌ماهه اول و دوم بارداری محدود کنند یا برای آن قوانینی وضع نمایند. در حال حاضر، شش ایالت - آرکانزاس، کنتاکی، لوئیزیانا، می‌سی‌سی‌پی، داکوتای شمالی و داکوتای جنوبی قوانینی با هدف مجازات کردن سقط جنین دارند.